# Малые Родники
Ма́лые Родники́ — посёлок в Ипатовском районе (городском округе) Ставропольского края Российской Федерации.

## География
Расстояние до краевого центра: 80 км. Расстояние до районного центра: 26 км.

## История
9 февраля 1972 года Указом Президиума ВС РСФСР поселок спецшколы переименован в Малые Родники.
До 1 мая 2017 года посёлок входил в упразднённый Золотарёвский сельсовет.

## Население
| 1989 | 2002 | 2010 | 2014 | 2021 | 2023 |
| ---- | ---- | ---- | ---- | ---- | ---- |
| 347  | ↘265 | ↘118 | ↘100 | ↘95  | →95  |

По данным переписи 2002 года, 83 % населения — русские.

## Образование
- Специальная (коррекционная) общеобразовательная школа-интернат № 13.